# 努什法勒烏鄉

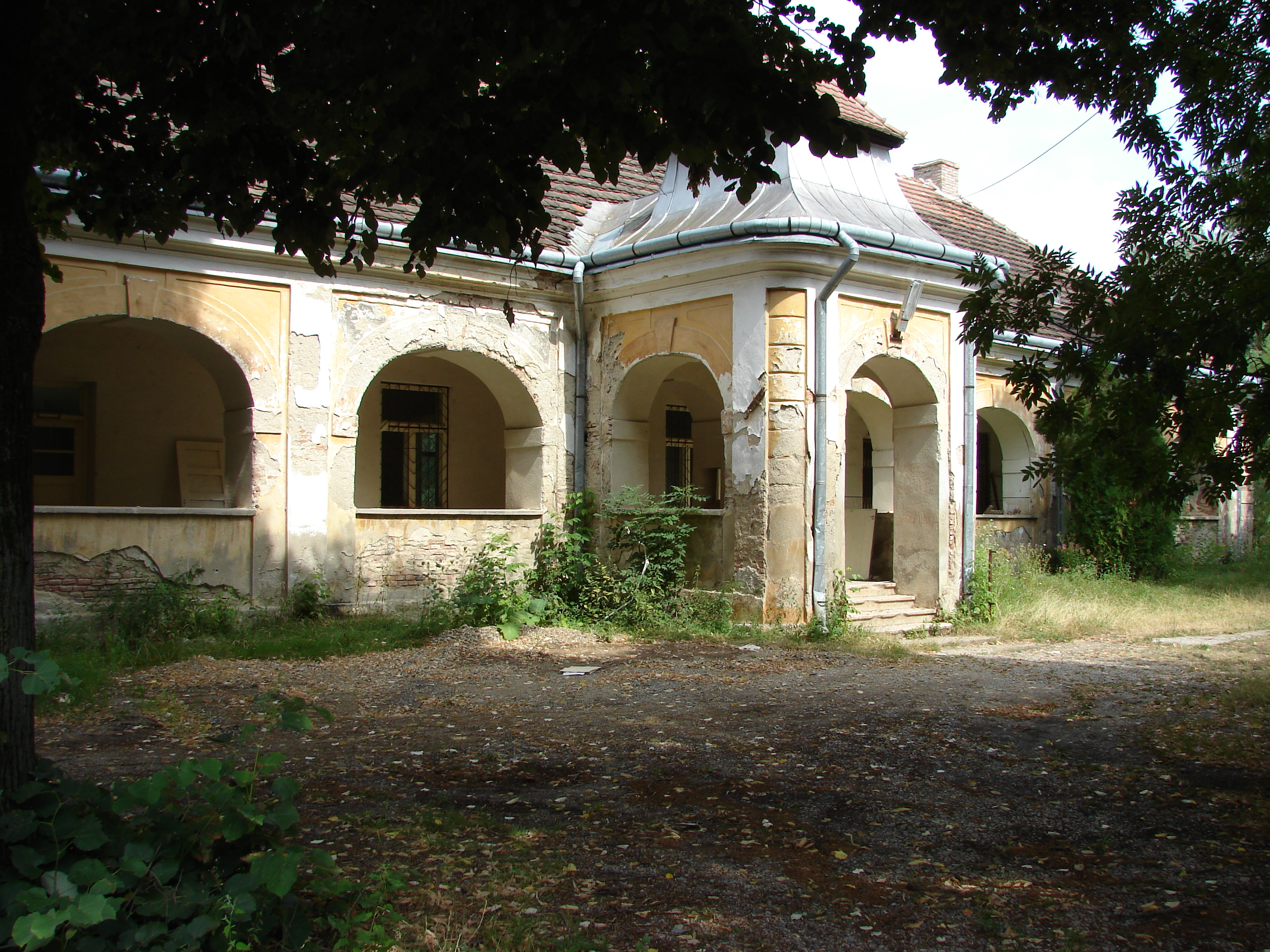
位於努什法勒烏鄉的班菲城堡

47°12′N 22°44′E / 47.200°N 22.733°E
努什法勒烏鄉（羅馬尼亞語：Comuna Nușfalău, Sălaj，匈牙利語： 或 Nagyfalu），是羅馬尼亞的鄉份，位於該國西北部，由瑟拉日縣負責管轄，面積51平方公里，海拔高度235米，2007年人口3,757，人口密度每平方公里73人。
這座村莊原先由兩個村莊組成，即Bilghez（匈牙利語：Bürgezd）和Nușfalău；直到2005年，Boghiș和Bozieș這兩個地方被拆離努什法勒烏鄉，並重組成博吉什鄉。

## 景點
- 努什法勒烏的宗教改革教會[2]
- 班菲城堡[3]
- 拉匹斯森林